# Bill Green
Sedgwick William Green, detto Bill (New York, 16 ottobre 1929 – New York, 14 ottobre 2002), è stato un politico statunitense, membro della Camera dei Rappresentanti per lo stato di New York dal 1978 al 1993.

## Biografia
Nato e cresciuto a Manhattan in una famiglia ebrea, Green si laureò in giurisprudenza ad Harvard e lavorò come consulente legale. Entrato in politica con il Partito Repubblicano, nel 1965 venne eletto all'interno dell'Assemblea generale di New York, dove restò per tre legislature.
Nel 1978 si candidò alla Camera dei Rappresentanti nelle elezioni speciali indette per assegnare il seggio del dimissionario Ed Koch e riuscì a vincerle, divenendo deputato. Green, repubblicano moderato, venne riconfermato per altri sette mandati, finché nel 1992 fu sconfitto dall'avversaria democratica Carolyn B. Maloney e lasciò il Congresso dopo quasi quindici anni di permanenza.
Nel 1994 si candidò infruttuosamente alla carica di governatore di New York. Green morì nel 2002, due giorni prima del suo settantatreesimo compleanno, a causa di un tumore del fegato.